# Connie Booth
Constance "Connie" Booth, född 2 december 1940 i Indianapolis, Indiana, är en amerikansk skådespelare och manusförfattare. 
Booth var 1968–1978 gift med komikern John Cleese och skrev tillsammans med honom manus till TV-serien Pang i bygget. Hon gjorde i samma serie rollen som allt-i-allon Polly Sherman.
Connie Booth avslutade sin skådespelarkarriär 1995 och började studera på London University. Efter fem års studier började hon i sitt nya yrke som psykoterapeut.

## Film- och TV-roller i urval
- Konsten att irritera folk (1968)
- Monty Python's Flying Circus: Säsong 3 (1969)
- Livet é python (1971)
- Romans med kontrabas (1974)
- Monty Pythons galna värld (1975)
- Fawlty Towers (1975 respektive 1979)
- Grabben som blev miljonär (1980)
- Varför bad de inte Evans? (1980)
- Baskervilles hund (1983)
- Nairobi (1984)
- Flyg till månen (1986)
- Floodtide Part 1 (1987)
- Floodtide Part 2 (1987)
- Sherlock Holmes får en partner (1987)
- Hawks (1989)
- Smack and Thistle (1990)
- American Friends (1991)
- Leon the Pig Farmer (1992)
- Lycksökerskorna (1995)